# Фільков Василь Петрович
Василь Петрович Фільков (рос. Василий Петрович Фильков; 10 серпня 1913, Сластуха — 14 квітня 1943) — радянський партизан часів німецько-радянської війни, Герой Радянського Союзу.

## Біографія

місце загибелі

місце поховання

Народився 10 серпня 1913 року в селі Сластуха (тепер Єкатериновського району Саратовської області). Росіянин. Отримав початкову освіту. У 1929-1933 роках працював ковалем у Саратові, потім шофером в Івановській області, в 1938–1941 роках — черговим радистом в Ургенчі. У 1936–1937 роках проходив строкову службу у Червоній армії.
В боях німецько-радянської війни з 1941 року. Воював у складі 18-ї кавалерійської дивізії на Західному і Калінінському фронтах. 5 квітня 1942 року в районі міста Вязьми потрапив у полон. У серпні того ж року втік з таборів під Варшавою. Таємно добрався до України.
З 12 вересня 1942 року воював в складі Житомирського партизанського з'єднання імені М. О. Щорса, займаючи посади рядового партизана, потім командира диверсійного взводу і партизанського загону. Загинув у бою 14 квітня 1943 року при виконанні диверсійної операції. Похований у селищі Лугинах Житомирської області.
4 січня 1944 року йому посмертно присвоєне звання Героя Радянського Союзу.